# HD158336
HD158336 — хімічно пекулярна зоря спектрального класу B9, що має видиму зоряну величину в смузі V приблизно  9,3.
Вона  розташована на відстані близько 27179,7 світлових років від Сонця.

## Пекулярний хімічний склад
Зоряна атмосфера HD158336 має підвищений вміст 
Si
.